# يوسف السعدون
يوسف السعدون أحد قادة ثورة الشمال السوري (ثورة هنانو) ضد الاحتلال الفرنسي، قاد الفصيل الشمالي الذي يشمل أنطاكية وريفها. تعلم القراءة والكتابة في حلقات الكتاتيب، ولم يكن هذا المجاهد من أبناء الطبقة الثرية أو المثقفة، بل كان رجلاً يحظى بأهميته الاجتماعية في منطقته أنطاكية. وبعد دخول فرنسا للساحل السوري عند الاستقلال عن الدولة العثمانية كوّن وبعض رفاقه مجموعةً تذود عن المنطقة الشمالية وقام بعدة معارك حربية ضد الاحتلال أعطته الأسبقية في حمل السلاح قبل معركة ميسلون التي جرت عام 1920 وقبل أن تتشكل ثورة إبراهيم هنانو والتي انضم إليها برفقة الشيخ عمر البيطار منذ قيامها.

الشيخ يوسف السعدون